# 全国個人タクシー協会
一般社団法人全国個人タクシー協会（ぜんこくこじんタクシーきょうかい）は、タクシーの公共性を広く一般に啓蒙し、個人タクシー業界の健全な発展・個人タクシーの民主的運営及び経営の合理化・個人タクシーの相互間の親睦を目的に1982年（昭和57年）1月29日に設立された。元国土交通省所管。

## 概要
所在地
- 東京都中野区弥生町五丁目6番6号 - 個人タクシー会館4階

会員
- 2万8,298名（2022年（令和4年）4月30日現在）
- 個人タクシー事業者の減少に伴い会員数は減少を続けている。東京都（東京都個人タクシー協同組合・約6,000名、日個連東京都営業協同組合・約3,900名など）の事業者が多数を占めている。全国の個人タクシー事業者全員が加盟しているわけではないが加盟率は92.1%にのぼる。

## 支部
国交省の各運輸局または運輸行政区域ごとに支部を設置している。
- 北海道支部（札幌市）北海道を管轄。
- 東北支部（仙台市）青森県、岩手県、秋田県、宮城県、山形県、福島県を管轄。
- 北陸信越支部（新潟市）新潟県、長野県、富山県、石川県を管轄。
- 関東支部（東京都中野区）東京都、神奈川県、埼玉県、千葉県、栃木県、群馬県を管轄。
  - ※ 茨城県と山梨県に個人タクシー事業者はいない。
- 中部支部（名古屋市）愛知県、静岡県、岐阜県、三重県、福井県を管轄。
- 近畿支部（大阪市）大阪府、京都府、兵庫県、滋賀県、奈良県、和歌山県を管轄。
- 中国支部（広島市）広島県、岡山県、山口県を管轄。
  - ※ 鳥取県と島根県に個人タクシー事業者はいない。
- 四国支部（高松市）香川県、愛媛県、徳島県、高知県を管轄。
- 九州支部（福岡市）福岡県、佐賀県、長崎県、熊本県、大分県、宮崎県、鹿児島県を管轄。
- 沖縄支部（豊見城市）沖縄県を管轄。

## 沿革
- 1982年（昭和57年）1月29日 - 運輸大臣の許可により、社団法人全国個人タクシー協会として発足。
- 2013年（平成25年）5月1日 - 公益法人制度改革により、一般社団法人全国個人タクシー協会に改組。

## 主な業務
- 安全輸送を確保するために必要な事業
- タクシーサービスの向上を確保するために必要な事業
- 事業推進を確保するために必要な適正化高度化事業
- 事業者の相互扶助等を図るために必要な事業
- その他本協会の目的を達成するために必要な事業